# Reggae Play
Reggae Play ist eine 1980 in Magdeburg gegründete deutsche Band, die überwiegend Reggae- und Popmusik mit humorvollen Texten spielt.

## Bandgeschichte
Reggae Play wurde im Februar 1980 gegründet. Zu den Gründungsmitgliedern gehörte Lutz Winkler, der das einzige dauerhafte Mitglied der Band ist. 1981 wurde Reggae Play vom Magazin Neues Leben als beliebteste Amateurband ausgezeichnet. Im Herbst desselben Jahres wurde Reggae Play Profiband. Die Band spielte vor allem Reggae- und Popmusik und verband dies mit einer lustigen Bühnenshow. 1982 hatte sie mit Fahrradtour und Sommerreggae ihre größten Hits. Die Besetzung wechselte sehr häufig. Zu den Mitgliedern gehörten neben Sänger und Keyboarder Winkler (auch Drum-Computer) der Sänger und Querflötist Arnulf Wenning (bis 1984), Sänger Tobias Morgenstern (später L’art de passage), Keyboarder Jürgen Rohmeis (auch Drum-Computer, zwischendurch bei Juckreiz), Andreas Raab (ebenfalls Keyboards und Drum-Computer), Sänger und Gitarrist Reinhard Fißler (zuvor bei Stern-Combo Meißen und FWH, später Fißler Gang und erneut Stern-Combo Meißen), Perkussionist Klaus Wehrmann (später Tutti Paletti), Gitarrist Heinz Prüfer (vorher bei Express, später Fißler Gang und Klaus Renft Combo) und Harald Pieler, der als Sänger, Pianist, Gitarrist und Akkordeonist mitwirkte. Ab 1988 spielte die Band in der Besetzung Winkler, Pieler, Gitarrist Jürgen Schienemann, Musicalclown Sebastian Richter, Schlagzeuger Jan Peter Wüstenberg, Frank Brennecke (Bassgitarre) und Anne-Wiebke Willsch (Saxophon). 1989 löste sich die Band vorläufig auf.
2009 kam es zu einer Neugründung mit Winkler, Wenning und dem Akkordeonisten Martin Müller. Im September 2009 trat Reggae Play erstmals wieder beim „Impro-im-Park-Festival“ im Magdeburger Stadtpark auf; weitere Konzerte folgten.

## Diskografie

### Single
- 1986: Eisfee / Ich bin verliebt / Draußen warten / Ich bin ganz anders (Amiga-Quartett, Amiga)

### Alben
- 1988: Ich bin ganz anders? (Amiga)
- 2007: Ich bin ganz anders? (erweiterte CD-Version des Albums, BMG/Amiga)